# CFB Goose Bay
CFB Goose Bay, voluit Canadian Forces Base Goose Bay, in de civiele luchtvaart gekend als Goose Bay Airport (IATA: YYR, ICAO: CYYR) is een Canadese vliegbasis van de Royal Canadian Air Force (RCAF). Het vliegveld is gelegen op het grondgebied van de gemeente Happy Valley-Goose Bay in de regio Labrador van de provincie Newfoundland en Labrador.
In de civiele luchtvaart wordt de luchthaven aangevlogen door Air Canada, Air Canada Express, PAL Airlines en meerdere helikopteroperators.

## Geschiedenis
De vliegbasis kende langdurige permanente aanwezigheid van de United States Air Force van 1942 tot 1976, van de Royal Air Force van 1942 tot 2005, van de Luftwaffe van 1980 tot 2005, van de Koninklijke Luchtmacht van 1985 tot 2005 en van de Aeronautica Militare van 2001 tot 2005. De Europese luchtmachten oefenden in Goose Bay in het laagvliegen met als doel detectie door radar te vermijden. De omgeving van Goose Bay was hiervoor erg geschikt. Niet alleen vanwege de zeer geringe bevolkingsdichtheid, maar ook omdat het landschap leek op een deel van de Sovjet-Unie, de toenmalige vijand. Bij het laagvliegen daalden de vliegers geregeld tot slechts 30 meter hoogte. Uiteindelijk leidden protesten van Innu tot stopzetting van de NAVO-aanwezigheid en de oefeningen op 31 maart 2005.

## Maatschappijen en bestemmingen (2024)
Onderstaande tabel geeft de maatschappijen en hun bestemmingen op het civiele gedeelte van de luchthaven weer.

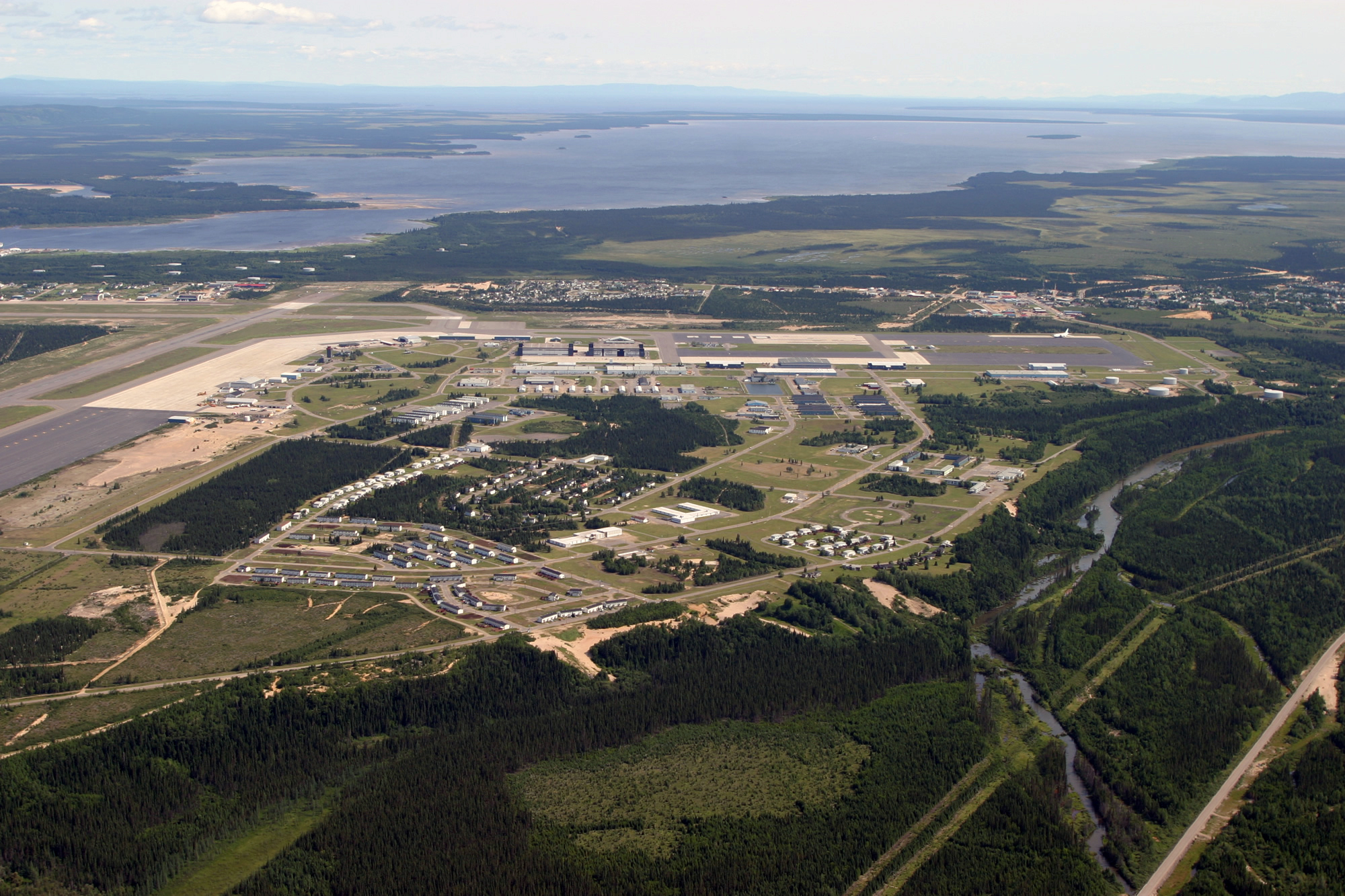
Luchtbeeld van CFB Goose Bay met de gelijknamige baai in de achtergrond (2006)

| Maatschappij | Bestemmingen |
| ------------ | --- |
| Air Canada   | Halifax |
| PAL Airlines | Black Tickle, Cartwright, Deer Lake, Gander, Lourdes-de-Blanc-Sablon, Nain, Natuashish, Rigolet, St. Anthony, St. John's, Wabush |